# Тит Флавий Постумий Квиет
Тит Флавий Постумий Квиет (на латински: Titus Flavius Postumius Quietus) е политик и сенатор на Римската империя през 3 век.
През 272 г. Постумий Квиет е консул заедно с Юний Велдумниан.